# Richard Hooker
Pour les articles homonymes, voir Hooker.
Richard Hooker (Heavitree, près d'Exeter, mars 1554 - 3 novembre 1600), est un théologien anglais ; il est l'un des fondateurs (avec Thomas Cranmer et Matthew Parker) de la pensée théologique anglicane.

## Biographie
Né en 1553 et mort en 1600 Hooker fait ses études au Corpus Christi College d'Oxford, où il devient professeur en 1577. En 1584, il se marie, démissionne de son poste, et devient recteur à Drayton Beauchamp, dans le Buckinghamshire. L'année suivante, il est nommé recteur au Temple Church de Londres, et entre rapidement en conflit avec Walter Travers, un puritain lui aussi employé au Temple Church. Les deux hommes restent cependant en bons termes. Hooker devient chanoine de la cathédrale de Salisbury en 1592, puis recteur de la paroisse de Boscombe, dans le Wiltshire. En 1595, il est recteur de la paroisse de Bishopbourne, dans le Kent.

## Œuvres
L'ouvrage le plus connu de Hooker reste Of the Lawes of Ecclesiastical Politie, dont les quatre premiers tomes ont été publiés en 1594. Le cinquième a été publié en 1597, et les quatre derniers l'ont été après sa mort. Il défend une position médiane entre celle des catholiques romains et celle des puritains. Pour lui, la raison et la tradition conservent leur importance dans l'interprétation des Écritures, et il est important de reconnaître que la Bible a été écrite dans un contexte historique particulier, pour répondre à des situations spécifiques : « Les mots doivent être compris en fonction du sujet à propos duquel ils ont été prononcés ».
C'est une œuvre considérable, dont le principal sujet est le gouvernement de l'Église (ce que Richard Hooker appelle la polity). À l'époque, les puritains, qui défendaient les réformes de Calvin, demandaient la disparition du clergé et de l'ecclésiasticisme, tandis que Hooker tente de voir quelle méthodes permettraient d'organiser au mieux l'Église. L'enjeu, au-delà de la querelle théologique, est surtout la position de la reine d'Angleterre à la tête de l'Église. S'il ne revient pas aux autorités de fixer la doctrine, et s'il faut tenir compte de toutes les implications du sacerdoce universel défendu par Luther, alors il est intolérable que le monarque soit à la tête de l'Église.
D'un autre côté, si le monarque est nommé par Dieu à la tête de l'Église, alors les dissidences doctrinales de certaines paroisses sont intolérables. Hooker, s'inspirant de saint Thomas d'Aquin, adapte la pensée scolastique d'une façon latitudinaire. Pour lui, l'organisation de l'Église, comme l'organisation politique, fait partie des choses qui sont indifférentes à Dieu. Ce sont des questions doctrinales mineures, qui ne mettent pas en jeu le salut des âmes, mais seulement les structures qui encadrent la vie morale et religieuse du croyant. Ainsi, il peut y avoir de bonnes et de mauvaises monarchies, de bonnes et de mauvaises démocraties, la seule chose qui importe aux yeux de Dieu est la piété de chacun. Dans le même ordre d'idées, pour Hooker, l'autorité trouve ses fondements dans la Bible et dans la pratique de l'Église primitive, mais elle doit reposer sur la piété et la raison plutôt que sur une investiture automatique, parce que l'autorité, quoiqu'on doive toujours lui obéir même dans l'erreur, doit être tempérée par la raison droite et l'Esprit-Saint. Ainsi, le pouvoir des évêques n'est pas absolu, et les gouvernés sont fondés à le leur reprendre si cela s'avère nécessaire.
Une autre de ses principales œuvres est son sermon sur la justification (A learned discourse of Justification) ; il y défend la doctrine protestante de la justification par la foi, mais pour lui, ceux qui ne comprennent ni n'acceptent cette doctrine peuvent néanmoins être sauvés par Dieu, y compris les catholiques. D'une manière générale, pour Hooker, les chrétiens doivent se préoccuper avant tout de ce qui les unit plutôt que de ce qui les divise.
L'insistance de Hooker sur la raison, la tolérance et l'inclusivisme ont considérablement influencé le développement de l'anglicanisme, ainsi que la philosophie de John Locke, qui le cite à de nombreuses reprises dans son second Traité du gouvernement civil. Dans l'Église d'Angleterre, Hooker est célébré le 3 novembre (fête de seconde classe).